# Palacio de Winchester
El Palacio de Winchester fue un palacio en Southwark, hoy parte de Londres, al sur del río Támesis. Fue construido a comienzos del siglo XIII como residencia de los obispos de Winchester y era en su tiempo una de las edificaciones más exuberantes de la época. El edificio fue seriamente dañado como consecuencia del gran incendio de 1814, del que hoy solo quedan unas ruinas. Estas están situadas en las proximidades de la catedral de Southwark, que se construiría más tarde.

## Historia
El palacio construido en Southwark fue el palacio de la ciudad más grande de la diócesis de Winchester y estaba situada en las cercanías de la City de Londres y de Westminster. El obispo Heinrich von Blois fue quien ordenó la construcción de la residencia para alojarse durante sus actividades en la ciudad de Londres. El edificio se utilizó durante 3 siglos como residencia, hasta que durante la Guerra Civil inglesa se utilizó como cárcel, y en el siglo XVII se dividió su uso entre superficie de alquiler y de almacenaje.
En la actualidad se sostiene la pared de la gran nave que estuvo oculta durante un tiempo después del incendio y se redescubrió en 1814. La última restauración se efectuó en 1972 y la administración de las ruinas es responsabilidad de English Heritage.

## Galería de imágenes

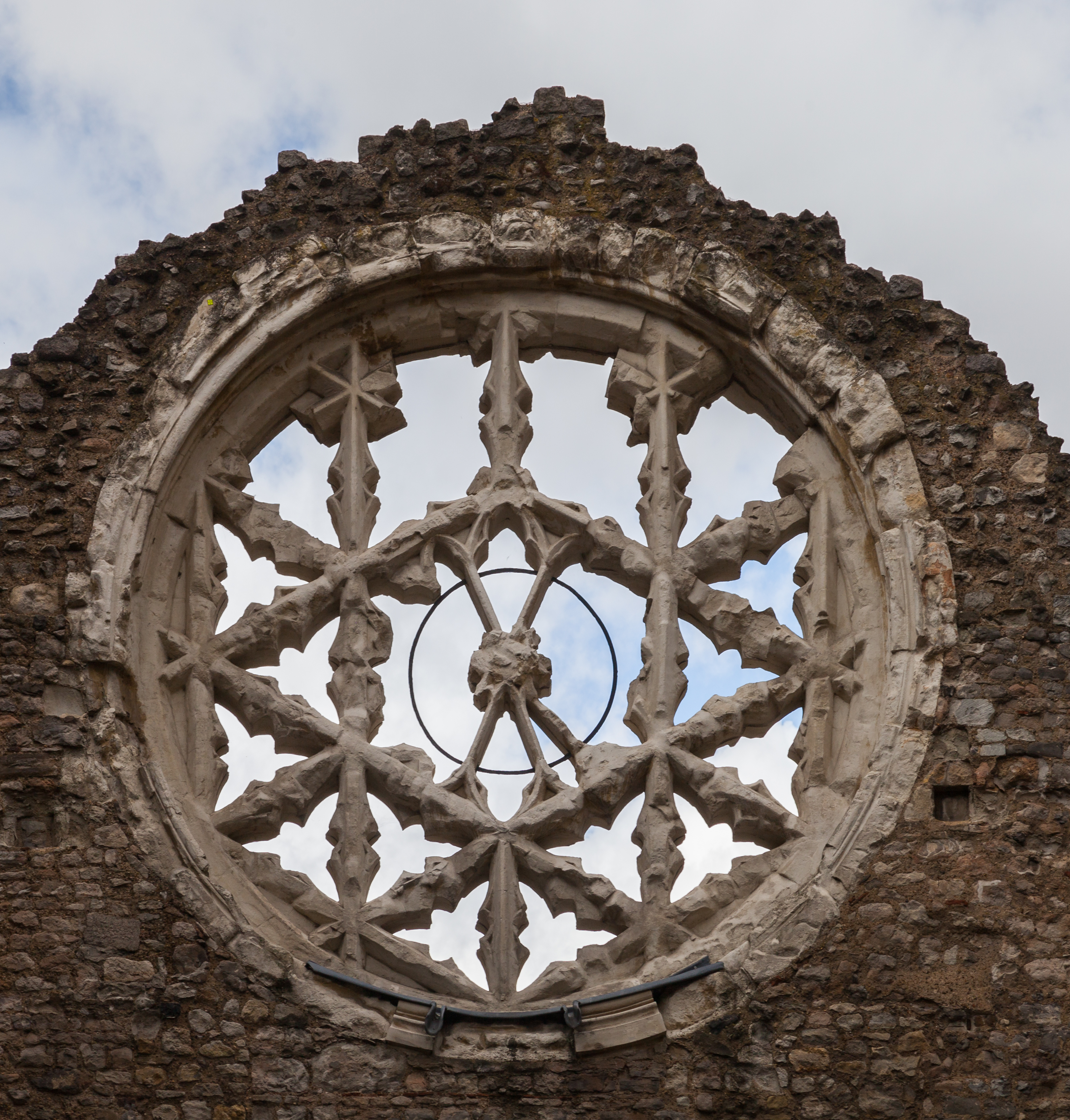
Detalle del rosetón.
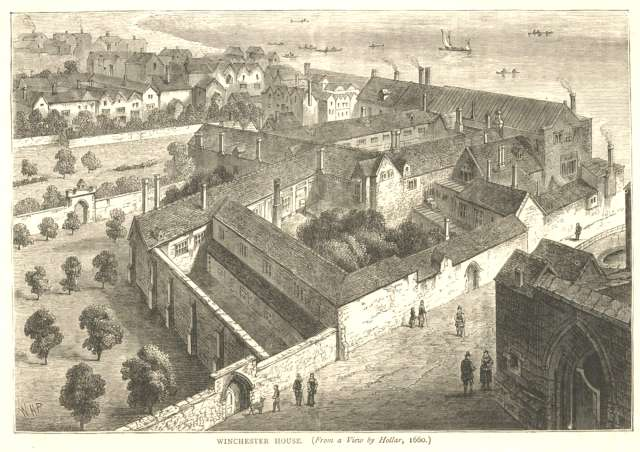
Palacio de Winchester en 1660.
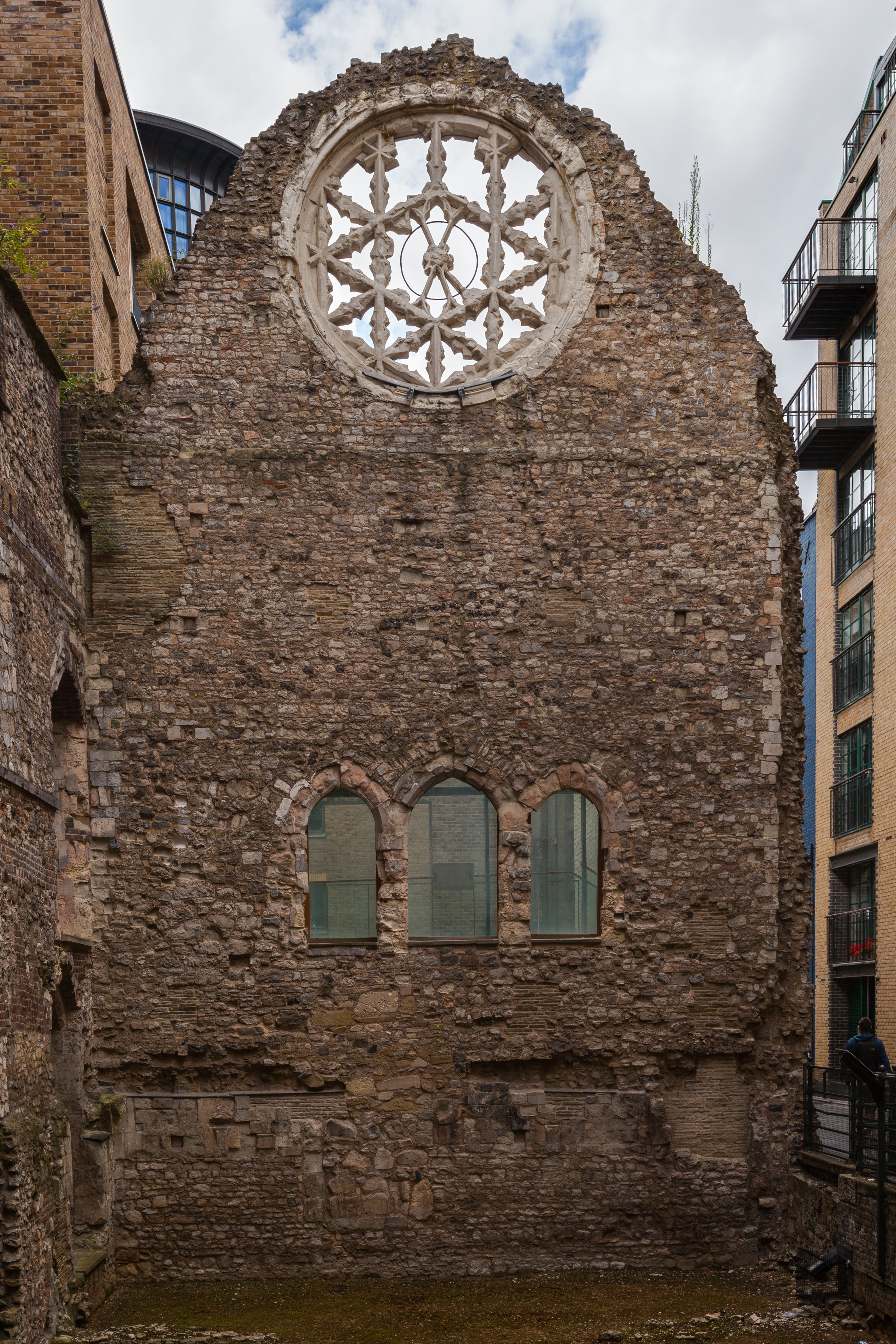
Aspecto en 2014.